# Michael Kamen
Michael Arnold Kamen (* 15. April 1948 in New York City; † 18. November 2003 in London) war ein US-amerikanischer Komponist, der insbesondere durch seine Filmmusik Bekanntheit erlangte, aber auch als Orchestrator, Arrangeur und Songwriter tätig war.

## Leben
Michael Kamen machte 1965 seinen Abschluss an der Highschool of Music & Art in New York und studierte danach Oboe an der Juilliard School.
Im Jahr 1971 begann er mit der Komposition von Filmmusik (die er auch meist selbst dirigierte), darunter Kinoerfolge wie Stirb langsam, James Bond 007 – Lizenz zum Töten oder Robin Hood – König der Diebe. Aus Letzterem stammt das Lied (Everything I Do) I Do It for You, bei dem Kamen Mitautor war und das in der Interpretation von Bryan Adams ein weltweiter Erfolg wurde und in Großbritannien 16 Wochen am Stück die Charts anführte, was bis heute Rekord ist.
Kamens Interesse an der Verbindung von klassischer mit populärer Musik zeigt sich besonders bei der Arbeit für das Metallica-Album S&M. Für das 1999 mit dem San Francisco Symphony Orchestra aufgezeichnete Konzert schrieb Kamen die orchestralen Arrangements und dirigierte. Nach Aussage von Klaus Meine, Sänger der Scorpions, hatte Kamen zuvor mit ihnen ein vergleichbares Projekt geplant, das er aber zugunsten der Arbeit mit Metallica aufgab.
Er arbeitete jedoch auch schon vorher mit bekannten Musikern und Gruppen zusammen, wie zum Beispiel Pink Floyd, Aerosmith, David Gilmour, Roger Waters, Queen (Who Wants to Live Forever), Eric Clapton (Edge of Darkness, 24 Nights), Tom Petty, David Bowie, Eurythmics, Queensrÿche, Rush, Herbie Hancock, The Cranberries, Bryan Adams, Sting, Lenny Kravitz oder Kate Bush. Während der Arbeit an S&M und bei der folgenden Welttournee galt Kamen laut Aussage von Metallica (in einer Dokumentation über S&M) offiziell als Mitglied der Band.
Eine seiner letzten Arbeiten war die Musik für den deutschen Animationsfilm Back to Gaya, die Kamen aufgrund seines plötzlichen Todes nicht vollenden konnte.
1996 wurde bei dem Komponisten die Diagnose Multiple Sklerose gestellt. Er starb 2003 an einem Herzinfarkt und hinterließ seine Ehefrau und zwei Kinder.

## Filmografie (Auswahl)
- 1976: Öl (The Next Man)
- 1980: S.H.E: Security Hazards Expert
- 1983: Dead Zone – Der Attentäter (The Dead Zone)
- 1985: Brazil
- 1986: Mona Lisa
- 1986: Highlander – Es kann nur einen geben (Highlander)
- 1987: Zwei stahlharte Profis (Lethal Weapon)
- 1987: Suspect – Unter Verdacht (Suspect)
- 1987: Der Mann im Hintergrund (Someone to Watch Over Me)
- 1988: Action Jackson
- 1988: Stirb langsam (Die Hard)
- 1988: Die Abenteuer des Baron Münchhausen (The Adventures of Baron Munchhausen)
- 1989: Rooftops – Dächer des Todes (Rooftops)
- 1989: Brennpunkt L.A. (Lethal Weapon 2)
- 1989: Road House
- 1989: Crusoe
- 1989: James Bond 007 – Lizenz zum Töten (Licence to Kill)
- 1989: Dead Bang – Kurzer Prozess (Dead Bang)
- 1990: Stirb langsam 2 (Die Hard 2: Die Harder)
- 1991: Eric Clapton 24 Nights
- 1991: Robin Hood – König der Diebe (Robin Hood: Prince of Thieves)
- 1991: Gib’s ihm, Chris! (Let Him Have It)
- 1991: Last Boy Scout – Das Ziel ist Überleben (The Last Boy Scout)
- 1991: Drei Wege in den Tod (Teil 1) (Two-Fisted Tales)
- 1991: Valkenvania – Die wunderbare Welt des Wahnsinns (Nothing But Trouble)
- 1991: Company Business
- 1992: Brennpunkt L.A. – Die Profis sind zurück (Lethal Weapon 3)
- 1992: Wie ein Licht in dunkler Nacht (Shining Through)
- 1993: Last Action Hero
- 1993: Die drei Musketiere (The Three Musketeers)
- 1993: Und ewig schleichen die Erben (Splitting Heirs)
- 1995: Don Juan DeMarco
- 1995: Circle of Friends – Im Kreis der Freunde (Circle of Friends)
- 1995: Stirb langsam: Jetzt erst recht (Die Hard With a Vengeance)
- 1995: Mr. Holland’s Opus
- 1996: 101 Dalmatiner (101 Dalmatians)
- 1996: Jack
- 1997: The Winter Guest
- 1997: Die Abbotts – Wenn Haß die Liebe tötet (Inventing the Abbotts)
- 1997: Event Horizon – Am Rande des Universums (Event Horizon)
- 1998: Lethal Weapon 4
- 1998: Jerry Seinfeld: I’m Telling You for the Last Time
- 1998: Hinter dem Horizont (What Dreams May Come)
- 1999: Der Gigant aus dem All (The Iron Giant)
- 2000: X-Men
- 2001: Band of Brothers – Wir waren wie Brüder (Band of Brothers)
- 2003: Open Range – Weites Land (Open Range)
- 2004: Die Promoterin (Against the Ropes)
- 2004: Back to Gaya
- 2004: Ein Date mit Hindernissen (First Daughter)